# Krynickillus melanocephalus
Krynickillus melanocephalus is een slakkensoort uit de familie van de Agriolimacidae. De wetenschappelijke naam van de soort is voor het eerst geldig gepubliceerd in 1851 door Kaleniczenko.